# 14832 Alechinsky
14832 Alechinsky (1987 QC3) là một tiểu hành tinh vành đai chính được phát hiện ngày 27 tháng 8 năm 1987 bởi E. W. Elst ở Đài thiên văn Nam Âu.